# Olga Sosnovska
Olga Sosnovska (Varsovia, Polonia; 21 de mayo de 1972) es una actriz polaca, más conocida por sus interpretaciones como la agente del MI6 Fiona Carter en Spooks, y como Lena Kundera en la telenovela All My Children.

## Biografía
A los 11 años, junto con sus padres, emigró a Inglaterra. 
En 1999 se casó con el actor Sendhil Ramamurthy, quien interpretó a Mohinder Suresh en la serie estadounidense Héroes. La pareja tiene una hija, Halina, y un hijo, Alex.

## Carrera
Comenzó su carrera con un papel en Preserve en 1999. El mismo año obtuvo un papel menor en el programa de televisión The Vice, donde interpretó a Tanya. También apareció en varios episodios de Law & Order. Entre 2002 y 2004, participó en All My Children, donde dio vida a la empresaria Lena Kundera.
Hizo historia en abril de 2003, cuando junto con la actriz Eden Riegel, en la telenovela All My Children, participaron en el primer beso del mismo sexo en la televisión estadounidense. Su debut en el cine se dio en 2004, cuando participó en House of D como Simone. 
Uno de sus más conocidos papeles fue el de Fiona Carter, en la serie de espías Spooks, durante la 3 y 4 temporada. Sin embargo en 2005 Olga tuvo que abandonar la serie debido a que estaba embarazada de su primer hijo. En 2007 obtuvo un pequeño rol en la película de acción, comedia y crimen Ocean's Thirteen, donde interpretó a Debbie. En 2008 hizo un pequeño papel en el episodio "Chapter Three 'One of Us, One of Them" de la tercera temporada de Héroes.

## Filmografía
Series de televisión
| Año         | Programa                     | Personaje              | Notas                                            |
| ----------- | ---------------------------- | ---------------------- | ------------------------------------------------ |
| 2011        | Weeds                        | Zoya Ravitch           | 4 episodios                                      |
| 2011        | Human Target                 | Connie Pucci           | episodio "Imbroglio"                             |
| 2008        | Héroes                       | Angela's Aide          | episodio "Chapter Three: One of Us, One of The'" |
| 2007        | Criminal Minds               | Natalya Chernus        | episodio "Honor Among Thieves"                   |
| 2004 - 2005 | Spooks                       | Fiona Carter           | 11 episodios                                     |
| 2002 - 2004 | All My Children              | Lena Kundera           | 21 episodios                                     |
| 2003        | Law & Order                  | Velida Prinskka        | episodio "House Calls"                           |
| 2003        | Law & Order: Criminal Intent | Jeanne Marie Lofficier | episodio "Probability"                           |
| 2001        | Monarch of the Glen          | Marie-Helene           | episodio # 3.7                                   |
| 2001        | Take Me                      | Andrea Patton          | 6 episodios                                      |
| 2000        | Gormenghast                  | Keda                   | 2 episodios                                      |
| 1999        | The Vice                     | Tanya                  | episodio "Sons: Part 2"                          |

Películas
| Año  | Programa                | Personaje | Notas                                                             |
| ---- | ----------------------- | --------- | ----------------------------------------------------------------- |
| 2010 | Save a Life             | Muerte    | corto - junto a Akihiro Kitamura                                  |
| 2007 | Ocean's Thirteen        | Debbie    | -                                                                 |
| 2004 | House of D              | Simone    | junto a Robin Williams, Téa Leoni, Frank Langella & Anton Yelchin |
| 2001 | The Lost Empire         | Linda     | -                                                                 |
| 2000 | Jason and the Argonauts | Atalanta  | junto a Jason London, Olivia Williams & Frank Langella            |
| 1999 | Preserve                | -         | -                                                                 |